# داون تاون نو غاكي نو تسوكاي يا أراهيندي
داون تاون نو غاكي نو تسوكاي يا أراهيندي (باليابانية: ダウンタウンのガキの使いやあらへんで ) أو يختصر كثيرا بـ(Gaki no Tsukai) هو برنامج تلفزيوني ياباني متنوع وله شعبية كبيرة في بلد اليابان تم عرضه لأول مره منذ الحلقة التجريبية في 3 أكتوبر 1989 ويستمر حتى يومنا هذا. قام البرنامج بالاحتفال بحلقته الـ1000 في 18 أبريل، 2010. يبث البرنامج حالياً على شبكة تلفزيون نيبون